# Skega
Skega, eller Skellefteå gummifabrik AB, var ett företag med produktion i Ersmark, Skellefteå kommun. Under lång tid var det kommunens största arbetsplats med totalt 900 anställda i både Sverige och utomlands.

## Historia
Företaget grundades av O A Svensson 1932 under namnet R. Svenssons Handskfabrik. Som ägare stod hans fru Ruth Svensson, detta då Svensson var belagd med näringsförbud efter en konkurs. Verksamheten förlades till Bureå och sysslade inledningsvis med produktion av  skor och handskar av slitstarkt och elastiskt (vulkaniserat) gummi. I mitten av 1930-talet flyttades verksamheten till Ersmark.
Efter andra världskriget utökades verksamheten med ett eget laboratorium där företaget tog fram egna gummiblandningar. Skega fick efter att O A Svenssons son, Assar Svensson, tagit över 1949 uppdraget att ta fram o-ringar för SAABs flygplan. Fram till 2020 var dock Boliden dess största kund, men tillverkningen riktad mot gruvverksamheten lades ner 2020.
År 2001 köptes Skega upp av Metso och två år senare meddelades att verksamheten skulle flyttas till Trelleborg. Kvar i Ersmark skulle vara 41 gummiarbetare och 27 tjänstemän. Protesterna blev högljudda och den dåvarande VD:n vägrade verkställa beslutet och sade därför upp sig. Beslutet verkställdes heller inte, 2019 var omkring 200 personer fortfarande anställda vid fabriken i Ersmark. Kort därefter meddelades återigen att man planerade att lägga ner verksamheten. Istället genomfördes en fusion 2020 mellan Metso och Outotec och blev då Metso Outotec.